# Ellie Caulkins Opera House

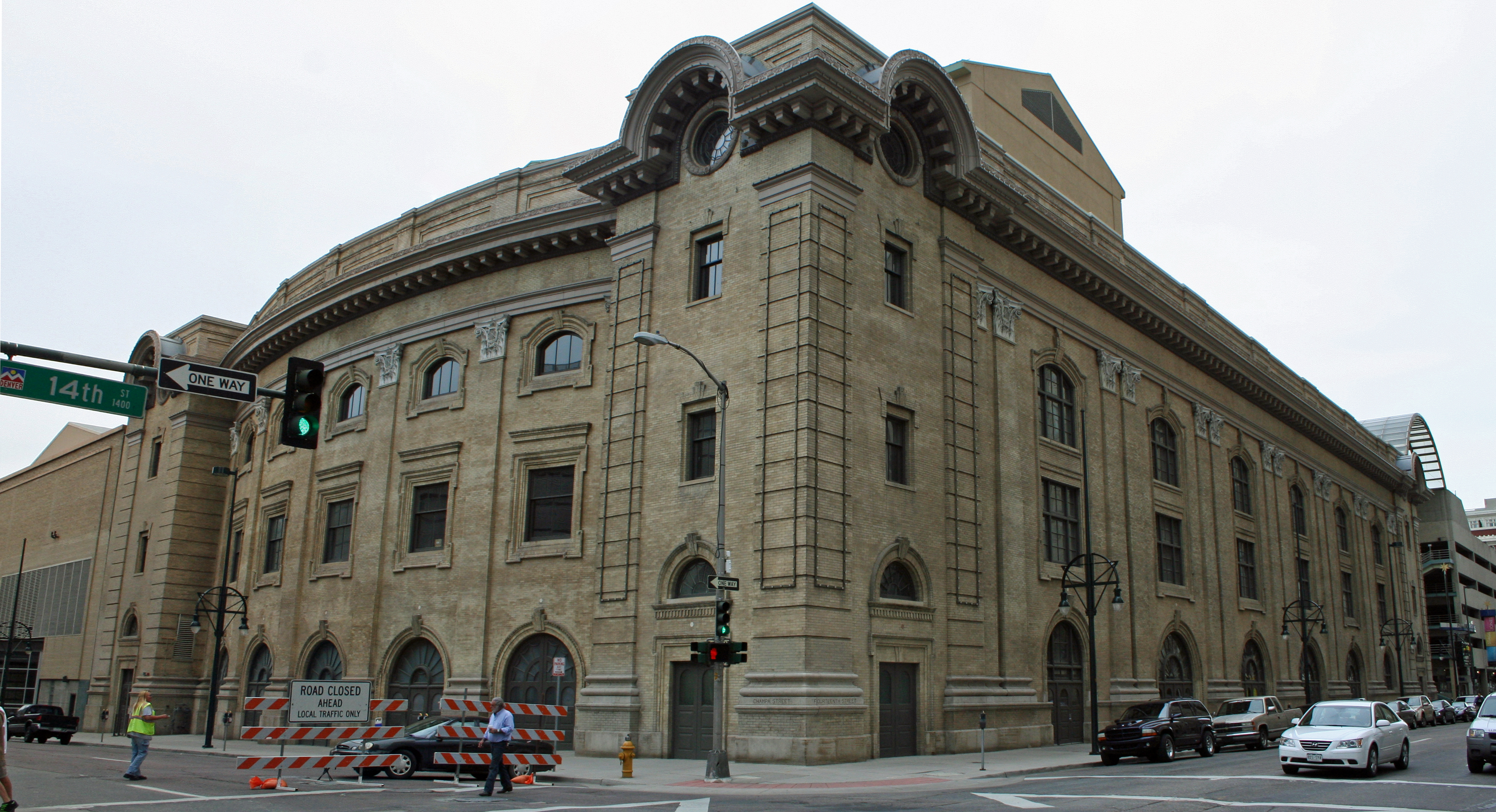
Das Ellie Caulkins Opera House mit Blick auf den Haupteingang in der Champa Street

Das Ellie Caulkins Opera House (kurz „Ellie“ genannt) ist das Opernhaus von Denver, Colorado. Es ist Teil des großen Denver Performing Arts Complex und bietet Platz für 2.225 Personen. Es trägt den Namen von „Denver’s First Lady of Opera“ Eleanor „Ellie“ Newman Caulkins, deren Familie 2004 7 Millionen US-Dollar zur Renovierung des Opernhauses und der angrenzenden öffentlichen Räume des Quigg Newton Denver Municipal Auditorium beigetragen hatte.

## Geschichte
Das Municipal Auditorium, das größte in den USA mit Ausnahme des Madison Square Garden in New York, wurde rechtzeitig fertiggestellt, um 1908 die Democratic National Convention auszurichten. Bürgermeister Robert W. Speer und die Handelskammer sammelten 100.000 US-Dollar, um seine Eröffnung am 7. Juli mit diesem ersten nationalen Nominierungsparteitag in Denver zu feiern, an dem William Jennings Bryan zum dritten Mal als Präsident nominiert wurde.
Ursprünglich diente das Gebäude mehreren Zwecken: Es beherbergte Konzerte, Opern, Theatershows, Kongresse, Basketball, Autoshows und sogar Zirkusse, mit wehenden Fahnen auf seinen Kuppeln und Leuchtketten, die seine Giebel, Gesimse und Ecken umrissen. Das Proszenium im ursprünglichen Gebäude war mobil, damit es Räume unterschiedlicher Größe für verschiedene Veranstaltungen bilden konnte. Mit normalem Proszenium bot das Theater 3.326 Sitzplätze und einen außergewöhnlich großen Backstage-Bereich. Wenn das Proszenium angehoben und die Sitzplatzkapazität damit auf 12.000 erhöht wurde, waren die Bühne und der Backstage-Bereich groß genug, um Zirkusse und sogar Rodeos aufzunehmen.
In den 1920er und 1930er Jahren war Music Week mehrere Jahre lang eine jährliche Veranstaltung in Denver. Verschiedene Gemeinden des Bundesstaates präsentierten Musikprogramme, und die meisten Aufführungen fanden im Municipal Auditorium statt. Zudem war üblicherweise eine Oper oder Operette in den Programmen enthalten.
Im Mai 1921 spielte eine Kompagnie von Künstlern aus Denver Friedrich von Flotows Martha im Municipal Auditorium. Von historischer Bedeutung ist, dass die beiden Aufführungen vom Radiosender 9ZAF ausgestrahlt wurden, das erste Mal, dass man am Radio eine Oper in voller Länge hören konnte.
Das Municipal Auditorium wurde das De-facto-Opernhaus für Denver und das beständigste. Mehr als 75 Jahre lang, bis in die 1980er und 1990er Jahre, als andere Säle in einem angrenzenden Komplex eröffnet wurden, waren im Municipal Auditorium fast alle die Stadt besuchenden Opernkompagnien und Opernkonzerte sowie lokale Opernproduktionen zu sehen.
In den 1980er Jahren wurden neben dem Municipal Auditorium weitere Theater errichtet, darunter die Boettcher Concert Hall, der Bonfils Theatre Complex und das Denver Center Theatre, zu denen in den 1990er Jahren noch der Seawell Ballroom hinzukam (diese bilden heute den Denver Performing Arts Complex). Das Municipal Auditorium wurde Anfang der neunziger Jahre erneut renoviert, als das Temple Hoyne Buell Theatre eingebaut wurde. Dieses Theater war eine Auferstehung des alten Theaters und der Basketball- und Wrestling-Arena des Municipal Auditorium.
Nach dem Bau des Buell Theatre wurde 1992 die Fassade des Municipal Auditorium renoviert und die Sitzplatzkapazität auf 2.065 erhöht. Das Auditorium wurde 2002 in Quigg Newton Denver Municipal Auditorium umbenannt.

## Renovierungen
1955 wurde das Municipal Auditorium geschlossen, und man begann mit der Renovierung, um das große alte Haus in ein modernes Theater zu verwandeln. Dabei wurde die Sitzplatzkapazität auf 2.240 verringert. Im September 1956 wurde das Projekt abgeschlossen.
Anfang der 2000er Jahre wurde eine neuerliche Renovierung des Municipal Auditorium dringend notwendig. Sie wurde hauptsächlich mit Sitzplatzsteuern in städtischen Einrichtungen und einer von den Wählern in Denver im Jahr 2002 genehmigten Anleiheemission finanziert.
Insgesamt gab die Stadt 75 Millionen US-Dollar aus, zu denen private Spender weitere 17 Millionen US-Dollar beisteuerten. Die Spende der Familie Caulkins von 7 Millionen US-Dollar wurde für zusätzliche Verbesserungen des Opernhauses und der angrenzenden öffentlichen Räume im Municipal Auditorium verwendet.
Die „Ellie“ als neue Spielstätte der Opera Colorado wurde am 10. September 2005 mit einer Benefizvorstellung für die Colorado Opera Foundation eröffnet. An der Vorstellung nahmen einige bedeutende Opernsänger teil. Die erste Saison der Opera Colorado im neuen Opernhaus wurde am 3. November 2005 mit einer Produktion von Georges Bizets Carmen mit der international bekannten Mezzosopranistin Denyce Graves in der Titelrolle eröffnet.
Die historische Hülle des alten Auditorium Theatre wurde umgebaut und das Gebäude zu Ehren von „Denver’s First Lady of Opera“ in Ellie Caulkins Opera House umbenannt.
Die Architekten von Semple Brown Design schufen den Aufführungsraum, der beschrieben wird als „drei Ebenen von Balkonen, die sich wie Leiern krümmen und eine ununterbrochene Sicht von jedem Sitz auf eine tiefe, breite Bühne bieten […]. Schlanke Treppen und Flybridges leiten die Gäste in die Halle.“ Ellie Caulkins selbst wird mit den Worten zitiert: „Sie sagen, es war, als würde man ein Schiff in einer Flasche bauen.“

## Andere Veranstaltungsorte
Der Chambers Grant Salon ist eine der anderen Einrichtungen des Gebäudes, die von der Hauptlobby der „Ellie“ aus zugänglich sind. Der Salon bietet Platz für bis zu 750 Personen und wird für Besprechungen und Erfrischungen genutzt.
Das Studio Loft ist ein Aufführungs-, Proben- und Veranstaltungsraum.